# 北海道暴力追放センター
公益財団法人北海道暴力追放センター（ほっかいどうぼうりょくついほうセンター）は、 暴力団員による不当な行為の防止等に関する法律の第32条に基づき、北海道公安委員会から暴力追放運動推進センターとして指定を受けた公益法人である。

## 概要
北海道暴力追放センターは北海道民の暴力排除意識の高揚に資するとともに、一切の暴力を追放するため、暴力団員等による不当な行為の防止、これによる被害の救済等を図り、もって暴力のない明るく住み良い北海道の実現に寄与することを目的として1992年（平成4年）4月に設立される。

## 事業内容
1. 暴力団員等による不当な行為の予防等暴力追放に関する知識の普及及び思想の高揚を図るための広報活動の実施
2. 暴力団員等による不当な行為の予防等暴力追放に関する活動を行う個人又は法人その他の団体の支援並びに育成及び顕彰
3. 暴力団員等による不当な行為等に関する相談等暴力追放に関する北海道民からの相談の受付
4. 少年に対する暴力団の影響を排除するための活動の実施
5. 暴力団から離脱する意志を有する者を助けるための活動の実施
6. 北海道公安委員会の委託を受けて、事業所の責任者に対し、暴力団員による不当な行為の防止等に関する法律（平成3年法律第77号）第14条第1項に規定する不当要求による被害を防止するための措置が有効に行われるようにするための講習の実施
7. 暴力団員による不当な行為の防止等に関する法律第31条第2項第7号の不当要求情報管理機関の業務を助けること
8. 暴力団員等による不当な行為の被害者に対して見舞金の支給、民事訴訟の支援その他の救援の実施
9. 風俗営業等の規制及び業務の適正化等に関する法律（昭和23年法律第122号）第38条に規定する少年指導委員に対して、少年に対する暴力団の影響を排除するための活動に必要な研修の実施
10. 上記に掲げるもののほか、設立目的を達成するために必要な事業

## 所在地
- 札幌本局 - 札幌市中央区北3条西7丁目1番1号北海道庁緑苑ビル庁舎
- 函館支局 - 函館市五稜郭町16番1号北海道警察函館方面本部分庁舎内2F
- 旭川支局 - 旭川市6条通10丁目左10号旭川中央警察署3階
- 釧路支局 - 釧路市錦町5丁目3番地三ツ輪ビル3階
- 北見支局 - 北見市北4条4丁目3番地伊東ビル3階